# Carpathonesticus cernensis
Espèce
Synonymes
- Nesticus cernensis Dumitrescu, 1979

Carpathonesticus cernensis est une espèce d'araignées aranéomorphes de la famille des Nesticidae.

## Distribution
Cette espèce est endémique de Roumanie. Elle se rencontre dans des grottes dans le massif de Inelet.

## Description
La carapace du mâle holotype mesure 1,975 mm de long sur 1,800 mm et la carapace de la femelle paratype mesure 1,875 mm de long sur 1,750 mm.

## Systématique et taxinomie
Cette espèce a été décrite sous le protonyme Nesticus cernensis par Dumitrescu en 1979. Elle est placée dans le genre Carpathonesticus par Ribera et Dimitrov en 2023.

## Étymologie
Son nom d'espèce, composé de   et du suffixe latin -ensis, « qui vit dans, qui habite », lui a été donné en référence au lieu de sa découverte, la vallée de la Cerna.

## Publication originale
- Dumitrescu, 1979 : « La monographie des représentants du genre Nesticus des grottes de Roumanie, Ire note. » Travaux de l'Institut de Spéologie Émile Racovitza, vol. 18, p. 53-84.